# Bani Abbas
Bani Abbas – miasto w północnej Algierii, w prowincji Baszszar.